# Marinus (général)
Marinus (floruit 498-519) est l'un des conseillers les plus importants de l'empereur byzantin Anastase Ier qui lui voue une grande confiance. Il sert à deux reprises comme préfet du prétoire d'Orient, supervise les réformes sur les taxes d'Anastase et soutient la politique pro-monophysite de l'empereur. Enfin, il dirige la marine byzantine lors d'une bataille décisive qui met fin à la rébellion du général Vitalien en Thrace. Il conserve son influence sous l'empereur Justin Ier puisqu'il sert pour la deuxième fois comme préfet du prétoire. Cependant, il est rapidement écarté du pouvoir.

## Biographie

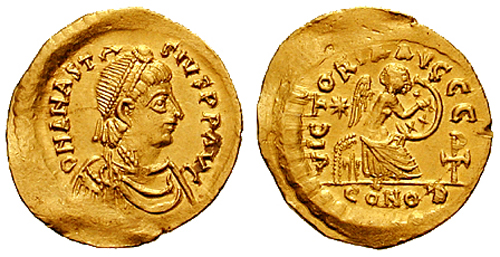
Semis de l'empereur Anastase.

Marinus est natif d'Apamée en Syrie et comme la plupart des Syriens, il est monophysite. Rien n'est connu des premières années de sa vie mais en 498, il est nommé par Anastase au plus haut poste (tractator puis chartulaire) de l'administration fiscale de la préfecture du prétoire orientale. Celle-ci englobe le diocèse de l'Est qui comprend la Syrie. Il succède à Jean le Paphlagonien qui part superviser la réforme monétaire d'Anastase. Grâce à sa position, Marinus devient l'un des principaux conseillers financiers de l'empereur notamment sur les questions de taxation. Il est aussi responsable de l'institution des vindices, des fonctionnaires chargés de collecter la taxe annona, qui était jusqu'ici sous la responsabilité des conseils de la cité provinciale. Les détails de cette réforme sont flous et l'opinion contemporaine sur ses effets est partagée. Ainsi, Jean le Lydien, hostile à Marinus, le blâme pour avoir appauvri les provinces tandis qu'un panégyrique de Priscien affirme qu'elle est un grand soulagement pour les paysans. Bien que le nouveau système semble avoir réussi à accroître les revenus de l'empire, il est fortement modifié puis grandement abandonné sous les empereurs suivants,.
Vers l'an 500, Marinus devient le conseiller auquel l'empereur accorde le plus de confiance. Anastase le récompense en le nommant à la tête de la préfecture du prétoire d'Orient, probablement aux alentours de l'an 512. Il semble avoir détenu ce poste jusqu'au début de l'année 515,. Lors de l'automne 512, Marinus encourage Anastase à soutenir ouvertement la vision monophysite du trisagion que le patriarche Timothée Ier de Constantinople a inséré dans la liturgie. De fait, la population majoritairement chalcédonienne de Constantinople déclenche une émeute majeure le 4 novembre contre cette version considérée comme hérétique ; ce qui force Marinus et Platon, le préfet de la Ville, à user de la force pour tenter de mater ces débordements. Néanmoins, cela s'avère insuffisant et les troubles se poursuivent. Le 6 novembre, la population se rassemble sur le Forum de Constantin et lance une nouvelle émeute qui manque de peu de coûter le trône à Anastase. La statue de ce dernier est jetée à terre et le vieux général Aréobindus, lié par son mariage à la dynastie théodosienne, est proclamé empereur tandis que la maison de Marinus est brûlée. Il faut une apparition personnelle d'Anastase à l'hippodrome de Constantinople pour ramener le calme parmi la population qui demande toutefois que Marinus et Plato soient jetés en pâtures aux bêtes de l'hippodrome,.
En 515, Marinus se voit confier par Anastase la direction de la campagne contre le général Vitalien. Ce dernier est le magister militum de la Thrace et est entré en rébellion contre la politique pro-monophysite de l'empereur. Il marche alors vers Constantinople. Cette nomination de Marinus, un civil, à la tête d'une armée est inhabituelle et s'explique par la réticence des deux généraux, Patricius et Jean, dirigeant les armées postées autour de Constantinople, à affronter Vitalien qu'ils connaissent personnellement. Malgré son manque d'expérience militaire, Marinus défait la flotte rebelle lors d'une bataille à l'entrée de la Corne d'Or. Selon le récit de Jean Malalas, cette victoire est permise par l'utilisation d'une substance chimique à base de soufre inventée par un certain Proclus originaire d'Athènes. Cette substance est similaire au feu grégeois développée plus tard. Par la suite, Marinus débarque ses hommes sur le rivage de Galata et défait les rebelles qui s'y trouvent. Désespérés par les pertes qu'ils ont subi, Vitalien et son armée fuient vers le nord à la faveur de la nuit,.
Malgré l'arrivée au pouvoir de Justin Ier en 518, il survit à la transition impériale. Il est nommé à la tête de la préfecture du prétoire d'Orient pour la deuxième fois en 519 et il semble même qu'il ait décoré un bain public avec des scènes de la vie de Justin dont son arrivée à Constantinople comme paysan pauvre,. Marinus meurt avant 539. De sa famille, nous savons seulement qu'il a eu une fille et que son fils est nommé gouverneur en Libye (soit de la Marmarique, soit de la Cyrénaïque).

## Sources
- (en) John B. Bury, History of the Later Roman Empire : From the Death of Theodosius I to the Death of Justinian, Volume 1, New York, Dover Publications Incorporated, 1958,, 512 p. (ISBN 978-0-486-20398-0 et 0-486-20398-0, lire en ligne).
- (en) John Robert Martindale, Arnold Hugh Martins Jones et J. Morris, The Prosopography of the Later Roman Empire, Volume II : A.D. 395-527, Cambridge University Press, 1980,, 1342 p. (ISBN 978-0-521-20159-9, lire en ligne).